# Coaling
Coaling ist eine Stadt im Tuscaloosa County im Bundesstaat Alabama in den Vereinigten Staaten. Das U.S. Census Bureau hat bei der Volkszählung 2020 eine Einwohnerzahl von 2.035 ermittelt.

## Geographie
Coaling liegt im Westen Alabamas im Süden der Vereinigten Staaten.
Nahegelegene Orte sind unter anderem Brookwood (2 km südwestlich), Vance (4 km östlich), Tuscaloosa (5 km westlich), Cottondale (6 km nordwestlich) und Holt (9 km nordwestlich).

## Geschichte
Die ersten westlichen Siedler erreichten das Gebiet der heutigen Stadt um 1846. In den 1870er Jahren wurde eine Eisenbahntrasse durch das Stadtgebiet gebaut. 1878 wurde die erste Kirche errichtet, 1979 folgte ein Postamt.
1997 wurde die Stadt eingemeindet. 2011 wurden Teile Coalings durch einen EF-3-Tornado zerstört.

## Verkehr
Im Norden der Stadt verläuft der U.S. Highway 11, der über 2647 Kilometer von Louisiana bis nach New York führt. Wenige hundert Meter nördlich verlaufen auf phasenweise gemeinsamer Trasse der Interstate 20 und der Interstate 59.
Etwa 21 Kilometer nordwestlich befindet sich der Tuscaloosa Regional Airport.

## Demographie
Die Volkszählung 2010 ergab eine Bevölkerungszahl von 1657, verteilt auf 429 Haushalte und 335 Familien. Die Bevölkerungsdichte lag bei 117,3 Menschen pro Quadratkilometer. 86,4 % der Bevölkerung waren Weiße, 11,4 % Schwarze und 0,1 % Indianer. 0,5 % entstammten einer anderen Ethnizität, 0,8 % hatten zwei oder mehr Ethnizitäten, 1,7 % waren Hispanics oder Lateinamerikaner jedweder Ethnizität. Auf 100 Frauen kamen 98 Männer. Das Durchschnittsalter lag bei 35 Jahren, das Pro-Kopf-Einkommen betrug 18.664 US-Dollar, womit etwa 1,4 % der Bevölkerung unterhalb der Armutsgrenze lebten.
Noch zur Volkszählung 2000 lag die Bevölkerungszahl bei 1115.